# Personaggi di E.R. - Medici in prima linea
Questa voce contiene un elenco dei personaggi presenti nella serie televisiva E.R. - Medici in prima linea.

## Personaggi principali
| Personaggio         | Interprete         | Stagione | Stagione | Stagione | Stagione | Stagione | Stagione | Stagione | Stagione | Stagione | Stagione | Stagione | Stagione | Stagione | Stagione | Stagione |
| Personaggio         | Interprete         | 1        | 2        | 3        | 4        | 5        | 6        | 7        | 8        | 9        | 10       | 11       | 12       | 13       | 14       | 15       |
| ------------------- | ------------------ | -------- | -------- | -------- | -------- | -------- | -------- | -------- | -------- | -------- | -------- | -------- | -------- | -------- | -------- | -------- |
| Mark Greene         | Anthony Edwards    |          |          |          |          |          |          |          |          |          |          |          |          |          |          | [ 1 ]    |
| Doug Ross           | George Clooney     |          |          |          |          |          |          |          |          |          |          |          |          |          |          | [ 1 ]    |
| Susan Lewis         | Sherry Stringfield |          |          |          |          |          |          |          |          |          |          |          |          |          |          | [ 1 ]    |
| John Carter         | Noah Wyle          |          |          |          |          |          |          |          |          |          |          |          |          |          |          | [ 1 ]    |
| Peter Benton        | Eriq La Salle      |          |          |          |          |          |          |          |          |          |          |          |          |          |          | [ 1 ]    |
| Carol Hathaway      | Julianna Margulies |          |          |          |          |          |          |          |          |          |          |          |          |          |          | [ 1 ]    |
| Jeanie Boulet       | Gloria Reuben      |          |          |          |          |          |          |          |          |          |          |          |          |          |          |          |
| Kerry Weaver        | Laura Innes        |          |          |          |          |          |          |          |          |          |          |          |          |          |          | [ 1 ]    |
| Anna Del Amico      | Maria Bello        |          |          |          |          |          |          |          |          |          |          |          |          |          |          |          |
| Elizabeth Corday    | Alex Kingston      |          |          |          |          |          |          |          |          |          |          |          |          |          |          | [ 1 ]    |
| Lucy Knight         | Kellie Martin      |          |          |          |          |          |          |          |          |          |          |          |          |          |          |          |
| Robert Romano       | Paul McCrane       |          |          |          |          |          |          |          |          |          |          |          |          |          |          |          |
| Luka Kovač          | Goran Višnjić      |          |          |          |          |          |          |          |          |          |          |          |          |          |          |          |
| Cleo Finch          | Michael Michele    |          |          |          |          |          |          |          |          |          |          |          |          |          |          |          |
| Dave Malucci        | Erik Palladino     |          |          |          |          |          |          |          |          |          |          |          |          |          |          |          |
| Jing-Mei "Deb" Chen | Ming-Na            |          |          |          |          |          |          |          |          |          |          |          |          |          |          |          |
| Abby Lockhart       | Maura Tierney      |          |          |          |          |          |          |          |          |          |          |          |          |          |          |          |
| Michael Gallant     | Sharif Atkins      |          |          |          |          |          |          |          |          |          |          |          |          |          |          |          |
| Greg Pratt          | Mekhi Phifer       |          |          |          |          |          |          |          |          |          |          |          |          |          |          |          |
| Neela Rasgotra      | Parminder Nagra    |          |          |          |          |          |          |          |          |          |          |          |          |          |          |          |
| Samantha Taggart    | Linda Cardellini   |          |          |          |          |          |          |          |          |          |          |          |          |          |          |          |
| Ray Barnett         | Shane West         |          |          |          |          |          |          |          |          |          |          |          |          |          |          |          |
| Archie Morris       | Scott Grimes       |          |          |          |          |          |          |          |          |          |          |          |          |          |          |          |
| Tony Gates          | John Stamos        |          |          |          |          |          |          |          |          |          |          |          |          |          |          |          |
| Simon Brenner       | David Lyons        |          |          |          |          |          |          |          |          |          |          |          |          |          |          |          |
| Catherine Banfield  | Angela Bassett     |          |          |          |          |          |          |          |          |          |          |          |          |          |          |          |

- Legenda:      nel cast principale;      nel cast ricorrente;      apparizione guest;      non presente nel cast.

## Personaggi secondari

### Medici e tirocinanti
- David Morgenstern (interpretato da William H. Macy; stagioni 1-4, guest 15) è il primario del pronto soccorso e di chirurgia fino al 1998, cioè fino a quando commette un errore durante un'operazione, e tenta di far ricadere la colpa sul dottor Benton. In seguito alla sospensione di Benton, sarà Morgenstern stesso ad ammettere la verità e dimettersi dall'ospedale, facendo reintegrare l'incolpevole Benton. Ritorna nella quindicesima stagione, quando il suo mentore, il dottor Kosten, viene ricoverato al pronto soccorso e rivela l'enorme influenza che ha dato a lui e all'intero ospedale poiché fu Kosten, negli anni '60, ad aprire il pronto soccorso.
- John "Tag" Taglieri (interpretato da Rick Rossovich; stagione 1) è un ortopedico, promesso sposo di Carol Hathaway durante la prima stagione. Il loro rapporto è complesso: il medico, da lei soprannominato "Tag", la ama teneramente, ma avverte che in lei non c'è un sentimento altrettanto vivo. Per questo, dopo averle perdonato il tradimento con Doug Ross, la lascia davanti all'altare.
- Angela Hicks (interpretata da CCH Pounder; stagioni 1-4) è un'assistente di chirurgia, nel corso della serie ha dato il proprio supporto prima al dottor Benton ed in seguito al dottor Carter. Compare nella serie dal 1994 al 1997, dopo di che sparisce di scena, senza che venga mai rivelato il perché. Autoritaria, ma molto più flessibile del dottor Benton, la dottoressa Hicks arriva al policlinico in una giornata parecchio movimentata. Si mostra molto irritata quando Carter la invita ad aiutarlo in un'operazione senza averle detto che il dottor Anspaugh aveva già ordinato a Carter di non operare.
- Jack Kayson (interpretato da Sam Anderson; stagioni 1-11, 14) è il primario di cardiologia, il dottor Jack Kayson è anche uno dei membri del consiglio direttivo del County General. È una persona facilmente irritabile, e che tende ad abusare del proprio potere e si trova quasi sempre in contrasto con i medici del pronto soccorso che ne richiedono la consulenza. Nella prima stagione entra in forte contrasto con Susan Lewis sul trattamento di un paziente, che alla fine muore per colpa sua. Ciononostante Kayson chiederà un appuntamento romantico alla Lewis, che declinerà l'invito.
- David "Div" Cvetic (interpretato da John Terry; stagione 1) è uno psichiatra. La prima volta che lo si vede, litiga con Susan Lewis, poiché la dottoressa inserisce fra i pazienti di Cvetic un anziano affetto da demenza, nonostante il parere contrario dello psichiatra e lui le fa una scenata davanti ai colleghi. A fine puntata si scopre che i due sono amanti, all'insaputa di tutti. Nel corso degli episodi, la loro relazione diviene pubblica, ma Div manifesta i sintomi di una grave depressione, che lo trasforma in un uomo irascibile con il personale e con i pazienti (si diverte a far rinchiudere un poveraccio ubriaco in una camera di sicurezza). Susan gli offre il suo aiuto, ma lui rifiuta sgarbatamente. Una notte la Lewis lo scopre mentre registra frasi che descrivono il suo stato mentale gravemente alterato e lui si giustifica dicendo che parla di un suo paziente. L'uomo si mostra più gentile verso di lei e promette di cenare insieme per il Ringraziamento, ma manca l'appuntamento e, al termine dell'episodio lo si vede sotto la pioggia mentre urla in mezzo al traffico. Due episodi più tardi Susan scopre che ha dato le dimissioni e, recatasi a casa sua, la trova vuota. Verso la fine della prima stagione, Susan scopre da un paziente che Div si è rivolto alla sua agenzia matrimoniale e che ora è sposato con una ricchissima impresaria di pompe funebri.
- Sarah Langworthy (interpretata da Tyra Ferrell; stagione 1) è un'internista di chirurgia al terzo anno. Compare nelle prime puntate della prima stagione, quando collabora con il dottor Benton in vari casi. Nel corso delle puntate, Peter scopre che la Langworthy sta concorrendo con lui per ottenere la prestigiosa borsa di studio Starzl. Questo premio viene assegnato solitamente a un internista del terzo anno, mentre Peter è al secondo; il dottore si vede perciò minacciato dall'anzianità della dottoressa. La Langworthy infatti ottiene la borsa di studio. La si vede per l'ultima volta nel nono episodio della prima stagione, quando aiuta Peter, John, Mark e Carol a salvare due ragazzi coinvolti in un gravissimo incidente stradale.
- William "Willie il selvaggio"[2] Swift (interpretato da Michael Ironside; stagioni 1, 4, 8) è introdotto come nuovo primario del pronto soccorso nella prima stagione, viene favorevolmente colpito dall'operato di Susan Lewis, che da sola riesce a gestire il pronto soccorso durante un'emergenza. Viene invece colpito in lato negativo da Mark Greene, che in quel momento è occupato con il caso O'Brien e con il suo divorzio dalla moglie. I due hanno parecchi attriti, soprattutto quando Swift obbliga Greene ad ammettere i suoi sbagli nel caso O'Brien davanti all'intero staff dei medici del County. Tuttavia, quando Greene viene citato per negligenza riguardo alla morte della O'Brien, Swift dice al medico che lui e l'ospedale sosterranno la sua innocenza nella causa. Inoltre gli propone la promozione ad aiuto primario che Morgenstern gli aveva già promesso. Nella quarta stagione collabora con Greene nell'affare con la Sinergix. I due si scontrano di nuovo, stavolta a causa dei tagli al budget adottati da Swift. Lo si vede per l'ultima volta al funerale del dottor Greene.
- Janet Coburn (interpretata da Amy Aquino; stagioni 1-3, 6-7, 10, 12-15) è la caporeparto di ostetricia e ginecologia, il suo personaggio è spesso in contrasto con lo staff del pronto soccorso e soprattutto con il dottor Greene. Viene rivelato che in passato ha avuto problemi di alcolismo e perciò è diventata lo "sponsor" di Abby Lockhart.
- Steve Flint (interpretato da Scott Jaeck; stagioni 1-2, 5-6, 9) è il primario di radiologia. Non si sa nulla su di lui e appare molto raramente nel corso delle prime nove stagioni. Lo si vede spesso rivolgersi in modo ironico e pungente ai medici del pronto soccorso e ai chirurghi.
- Harper Tracy (interpretata da Christine Elise; stagione 2) è una studentessa di medicina al terzo anno. Appena arrivata al County General Hospital, Jerry le affida una paziente ciclotimica, che riesce a gestire con grande dolcezza. Carter ne resta colpito quando effettua perfettamente la sua prima flebo. Per far colpo su di lei, Carter convince Benton a fargli fare da solo un drenaggio pleurico. L'ago però va troppo in profondità, perfora il fegato e causa la morte del paziente. Carter si deprime, così Harper lo invita a bere qualcosa, dando inizio alla loro relazione. Il giovane medico si offre perfino come cavia per le esercitazioni di Harper, pur di fare bella figura con lei. Dopo un caso particolarmente drammatico (un bambino affetto da AIDS con pochi giorni di vita), Doug Ross le offre da bere e, nella puntata successiva, Mark scopre che hanno passato la notte insieme. Lei lo confessa a Carter e lui ne resta molto deluso. Dopo aver dimostrato di essere davvero pentita, Carter la perdona, chiarendosi anche con Ross. Harper rivela a Jeanie di essersi drogata da ragazza, e che poi ha capito di voler diventare medico e di voler contemporaneamente entrare nell'United States Air Force. Quando Carter gioca un brutto tiro al collega Dale Edson, Harper lo lascia. Nonostante i due si chiariscano e tornino in buoni rapporti, Harper decide di accettare un lavoro a Dallas e lascia per sempre Chicago.
- Carl Vucelich (interpretato da Ron Rifkin; stagione 2) eccellente chirurgo cardiotoracico, apparso durante la seconda e la terza stagione, Vucelich prende subito sotto la sua ala il dottor Benton e lo inserisce nel suo gruppo di studio. Grazie a lui Peter migliora la sua posizione, ma il caso vuole che Benton scopra che Vucelich trucca gli studi. Per molto tempo il medico si tormenta, non sapendo scegliere fra la sua posizione e la sua moralità. Dopo molti ripensamenti, Peter si rivolge ai suoi superiori, denunciando Vucelich (che nel frattempo lo aveva estromesso dalla sua équipe).
- Paul Meyers (interpretato da Michael B. Silver; stagioni 2, 4-6, 9, 12, 14-15) è un assistente di psichiatria, lo si vede spesso fare consulti al pronto soccorso. Durante la sesta stagione, segue Lucy Knight durante la sua rotazione nel reparto di psichiatria, dove avrebbe lavorato se non fosse tragicamente morta a causa di Paul Sobriki. Il dottor Meyers compare per l'ultima volta in un episodio nella quindicesima stagione.
- Dale Edson (interpretato da Matthew Glave; stagioni 2-5, 8-9) è uno studente al quarto anno di chirurgia, successivamente diventato chirurgo durante il proseguire della serie. Durante la seconda e la terza stagione è un rivale sia in amore che sul lavoro del dottor Carter, con il quale ha qualche screzio in quanto entrambi provano dei sentimenti per la studentessa Harper Tracy.
- Abby Keaton (interpretata da Glenne Headly; stagione 3) è un chirurgo pediatra, assegnata al County General dopo la chiusura del Southside, durante la terza stagione. Si può capire che i suoi colleghi (specialmente Peter Benton) hanno molta stima di lei e la reputano una fra i migliori chirurghi pediatrici della zona. Ha un ruolo abbastanza importante nelle puntate in cui inizia una relazione clandestina con Carter, che però verrà bruscamente interrotta quando la Keaton partirà per una missione volontaria in Pakistan. Inizialmente la Keaton dichiarò di rimanere in Pakistan solo pochi mesi ma, conclusa la terza stagione, sparirà completamente di scena.
- Dannis Gant (interpretato da Omar Epps; stagione 3) è un tirocinante al terzo anno di chirurgia, che deve subire sempre i rimproveri del dottor Benton. Nel corso della terza stagione diventa amico di John Carter, con cui ha stabilito un buon rapporto. Dannis è molto provato, il suo stress è causato dai continui richiami di Peter, tanto che decide di buttarsi sotto un treno e suicidarsi. Il corpo di Gant, orribilmente mutilato, viene ritrovato per caso, infatti i medici non lo riconoscono. Per chiedere aiuto John lo chiama senza sapere che su quel lettino c'è proprio lui e alla fine capisce di avere nelle sue mani la vita di Dannis. Dopo innumerevoli tentativi di rianimazione Dannis muore. Il dottor Carter, una settimana dopo la sua morte, trova tra la sua posta la sua valutazione, e quindi vede i buoni voti che il dottor Benton gli ha messo.
- Donald Anspaugh (interpretato da John Aylward; stagioni 3-15) è apparso nel 1996 durante la terza stagione, come nuovo direttore sanitario. Nel 1999, Anspaugh rassegna le dimissioni dalla carica dopo la morte del figlio Scott, venendo sostituito da Robert Romano. Nel corso delle stagioni seguenti appare saltuariamente, riuscendo, assieme al dottor Benton a salvare la vita al dottor Carter, dopo che quest'ultimo e Lucy Knight vengono accoltellati da un paziente schizofrenico. Durante la tredicesima stagione, a causa delle dimissioni di Kerry Weaver, viene nominato capo del personale ad interim, a dieci anni di distanza dalle sue dimissioni, mantenendo tale carica fino alla fine della serie.
- Maggie Doyle (interpretata da Jorja Fox; stagioni 3-5) appare come tirocinante nella terza stagione per poi diventare borsista in quarta e quinta stagione. Al pronto soccorso stringe un'amicizia con il dottor Carter, che è attratto da lei, successivamente rivelerà di essere lesbica. Viene accusata da Carter di assegnare i casi migliori alla dottoressa Del Amico perché ha un debole per lei, ma Maggie smentisce, per poi fare i complimenti alla Del Amico per i suoi capelli pochi istanti dopo. Carol Hathaway non ama dover prendere ordini da lei. Durante la quinta stagione accusa il dottor Romano di molestie sessuali e chiede appoggio alla dottoressa Corday. Elizabeth però si vede costretta a rifiutare poiché Romano la ricatta. Kerry avvia un'indagine, ma ciononostante Maggie lascia il County. La sua partenza non è stata rappresentata né si è data una spiegazione vera e propria, tuttavia nella settima stagione, mentre la Weaver e Romano discutono del licenziamento della dottoressa Legaspi, Kerry accusa Romano di discriminazione nei confronti degli omosessuali e gli rinfaccia di essersi sbarazzato anche di Maggie solo perché lesbica. Da Anspaugh si viene a sapere che molto probabilmente sarebbe stata nominata capo degli assistenti se non fosse scoppiato lo scandalo delle molestie sessuali. Nella quindicesima ed ultima stagione, l'infermiera Haleh mostra ad Abby Lockhart un muro dove, nel corso degli anni, tutti i medici hanno messo l'etichetta con il proprio cognome prima di andarsene. Il cartellino di Maggie è ben visibile e si può notare che è l'unico personaggio non principale ad averlo posto.
- Ellis West (interpretato da Clancy Brown; stagione 4) è il rappresentante della Sinergix, società che gestisce molti ospedali negli Stati Uniti. Kerry Weaver assiste al suo seminario e intraprende un percorso per affidare il policlinico alla Sinergix. Il dottor West e la dottoressa Weaver hanno anche una relazione, durata per gran parte della quarta stagione, terminata nel momento in cui Kerry scopre che West l'ha usata solo per concludere l'affare e scopre anche che gran parte degli ospedali gestiti dalla società sono poi stati chiusi per bancarotta. West ha anche manipolato Kerry affinché, per un taglio di budget, licenziasse Jeanie Boulet, cosa poi avvenuta, anche se grazie a un ricorso (infatti Jeanie era convinta di essere stata licenziata perché sieropositiva), il dottor Anspaugh la riassumerà.
- Amanda Lee (interpretata da Mare Winningham; stagione 5) è stata assunta al policlinico come nuovo primario del pronto soccorso, in sostituzione della dottoressa Weaver, momentaneamente a capo dei servizi di emergenza dopo le dimissioni del dottor Morgenstern. Viene presentata come una dei medici migliori degli Stati Uniti, ma nel corso della sua permanenza all'ospedale manifesta una grave instabilità emotiva, vivendo un'ossessione per il dottor Mark Greene e arrivando addirittura a rubargli oggetti personali come i guanti e il camice. Il primo ad accorgersi che la Lee è una cleptomane è Jerry ma nessuno gli crede. Quando il dottor Greene nota alcuni comportamenti ambigui della Lee, cominciano a nascere in lui i primi sospetti. La donna se ne accorge e decide di fuggire, dopo aver chiuso Mark nella stanza della TAC insieme a una paziente agorafobica. Quando, dopo oltre un'ora i due vengono liberati, il dottor Greene effettua alcune indagini e scopre che Amanda non è laureata, ma si era impossessata dei documenti di un vero medico, il dottor A.W. Lee e inoltre, prima di spacciarsi per medico, aveva lavorato sotto falso nome come avvocato e architetto.
- Gabriel "Gabe" Lawrence (interpretato da Alan Alda; stagione 6) è il mentore della dottoressa Weaver, che lo assume al County General come medico frequentatore al pronto soccorso. Mark Greene noterà quasi subito in lui i segni della malattia di Alzheimer, ma la sua preoccupazione verrà scambiata per gelosia. Quando la situazione diverrà insostenibile però sarà lo stesso Lawrence a dimettersi dopo aver salvato la vita di un ultimo paziente grazie alle sue conoscenze riguardo all'avvelenamento da stricnina, e si ritirerà a vivere con il figlio in California. Durante la sua permanenza al County General, Gabriel Lawrence rivelerà di aver lavorato come medico militare in passato. Si tratta di un riferimento al telefilm M*A*S*H, in cui l'attore Alan Alda interpretava proprio il ruolo del medico militare Hawkeye Pierce.
- Kimberly "Kim" Legaspi (interpretata da Elizabeth Mitchell; stagione 7) è una psichiatra che appare nella settima stagione. Nel corso della serie instaura un'amicizia con Kerry Weaver, fraintendendo le reali intenzioni della donna. Tuttavia sarà proprio lei a far riflettere Kerry riguardo alla sua sessualità e le due donne vivranno una relazione, nonostante le difficoltà dettate dal disagio di Kerry, non ancora del tutto consapevole della propria omosessualità e spaventata dal fatto che la loro relazione possa diventare pubblica. Proprio per questo Kim lascerà Kerry, ma quest'ultima le chiarisce di essere ancora innamorata di lei, anche se non serve a molto. Kim sarà vittima dei pregiudizi del dottor Romano, che la licenzia dopo aver scoperto che è lesbica. Kerry si oppone, arrivando a dichiarare a Romano di essere lesbica, ma Kim abbandona ugualmente l'ospedale e in seguito viene detto che ha trovato lavoro a San Francisco.
- Paul Nathan (interpretato da Don Cheadle; stagione 9) è uno studente di medicina, sotto la supervisione della dottoressa Corday. Inizialmente si mostra poco professionale agli occhi della dottoressa, arrivando tardi ai turni e svolgendo con sufficienza i compiti che gli vengono assegnati. Si scoprirà in seguito che ha la malattia di Parkinson ed è costretto a prendere dei farmaci per contrastare i frequenti tremori causati dal morbo. Dopo averlo scoperto e aver constatato che è un valido tirocinante (è infatti bravo a parlare con i pazienti), Elizabeth gli da un'altra possibilità dopo averlo bocciato, ma dopo quel momento sparisce e non si sa più nulla di lui.
- Erin Harkins (interpretata da Leslie Bibb; stagione 9) è una studentessa di medicina. Ha una relazione con il dottor Kovač, con il quale rimane coinvolta in un grave incidente stradale, potenzialmente mortale, dal quale però riescono a sopravvivere. Dopo l'incidente viene detto che ha completato la sua rotazione al pronto soccorso e dopo quel momento non viene più vista.
- Eddie Dorset (interpretato da Bruno Campos; stagione 10) è un chirurgo vascolare. Inizialmente attira le antipatie della dottoressa Corday, ma successivamente finiranno per avere un flirt, troncato subito dopo che lei ha scoperto che è sposato.
- Lucien Dubenko (interpretato da Leland Orser; stagioni 11-15) arrogante, ma talentuoso primario di chirurgia, introdotto poco prima dell'uscita di scena della dottoressa Corday, Dubenko nel corso della serie svilupperà un forte interesse sentimentale sia nei confronti di Abby Lockhart, che in quelli di Neela Rasgotra. Ha una sorella minore, diventata cerebrolesa dopo un incidente automobilistico. Scoprirà di avere un cancro alla prostata, ma non è noto se sia guarito del tutto o meno.
- Jake Scanlon (interpretato da Eion Bailey; stagione 11) è uno studente di medicina, affidato alla supervisione della dottoressa Lockhart. Da subito cerca di attirare la sua attenzione facendole delle avances, a cui lei alla fine cederà. I due hanno una breve relazione, che si concluderà verso la fine dell'undicesima stagione. Nel secondo episodio della dodicesima stagione manda una cartolina per salutare gli ex colleghi, senza menzionare Abby.
- Jane Figler (interpretata da Sara Gilbert; stagioni 11-13) è una tirocinante al quarto anno, successivamente diventata borsista. Appare più che altro in situazioni comiche durante la serie e più volte verrà definita "inquietante" dagli altri membri dello staff del pronto soccorso, poiché si presenta alla vista di tutti quando meno la si aspetta.
- Victor Clemente (interpretato da John Leguizamo; stagione 12) appare per la prima volta nell'episodio Il risveglio, assunto al pronto soccorso come sostituto della dottoressa Lewis. La sua entrata nello staff del County Hospital avviene in maniera inusuale, presentandosi come un qualsiasi paziente con dolori al petto, in modo da testare la competenza dei suoi colleghi. Clemente proviene da Newark con l'ambizione di diventare capo di medicina d'urgenza, i suoi modi anticonformisti e la sua parlantina lo metteranno in conflitto con Morris e Pratt ma soprattutto con Luka Kovač, con il quale lotta per un posto di prestigio al pronto soccorso. Nella vita di Clemente torna l'ex amante Jodie, che gli creerà problemi sul lavoro. La loro turbolenta relazione suscita le ire del violento marito di Jodie, che si presenta a Chicago minacciando e perseguitando telefonicamente Clemente. L'uomo irrompe nell'appartamento di Clemente e spara alla coppia. Jodie finisce in coma e Clemente rimane lievemente ferito venendo in seguito incolpato del tentato omicidio dell'amante, dopo il ritrovamento di cocaina nel suo appartamento. Provato dagli avvenimenti manifesta un disturbo post traumatico da stress e verrà successivamente licenziato dal County Hospital.
- Hope Bobeck (interpretata da Busy Philipps; stagioni 13-14) è una tirocinante, introdotta nella tredicesima stagione. Devota cristiana (spesso prega per agevolare la guarigione dei suoi pazienti), ha una relazione molto passionale con il dottor Morris, che dura fino all'inizio della quattordicesima stagione, quando Hope decide di andare via da Chicago per fare un lungo periodo di volontariato in Venezuela. La rottura lascia nello sconforto Archie.
- Katey Alvaro (interpretata da Malaya Rivera Drew; stagioni 13-14) è una tirocinante di chirurgia, introdotta nella tredicesima stagione. Intreccia una breve relazione col dottor Ray Barnett, a cui resta vicino fino all'incidente, dopo esce di scena.
- Kevin Moretti (interpretato da Stanley Tucci; stagioni 13-14) è a capo del pronto soccorso subito dopo il dottor Kovač, il comportamento di Kevin Moretti provoca alcuni contrasti con gli altri membri dello staff, ed in particolar modo con Greg Pratt e Abby Lockhart. Tuttavia con quest'ultima, passerà una notte insieme, dopo una serata a base di alcool. Moretti lascerà la propria posizione per poter stare vicino al figlio, che sembra avere seri problemi. Verrà sostituito dalla dottoressa Skye Wexler.
- Bettina DeJesus (interpretata da Gina Ravera; stagioni 13-15) è una radiologa, offre spesso consulti ai medici del pronto soccorso. Lì conosce il dottor Pratt, con il quale ha una relazione durata fino alla morte di lui a causa dell'esplosione di un'ambulanza. Scoprirà da Archie Morris che Greg voleva chiederle di sposarlo proprio il giorno della sua morte, fatto che la getterà ancor più nel dolore.
- Paul Grady (interpretato da Gil McKinney; stagioni 14-15) è un tirocinante che compie il suo praticantato al Policlinico. Inizialmente infatuato di Abby, si allontana dall'illusione di poter aver una relazione con lei quando scopre che è sposata. In seguito è soprattutto un personaggio di contorno. È presente fino alla fine della serie.
- Harold Zelibsky (interpretato da Steven Christopher Parker; stagione 14) è un tirocinante di chirurgia seguito da Neela Rasgotra. Appena diciannovenne e di brutt'aspetto, si rivelerà molto capace e brillante. Grazie al suo atteggiamento estroverso farà amicizia con tutto lo staff medico maschile. Neela prenderà molto sul serio il suo ruolo di mentore e ci rimarrà molto male quando Harold sceglierà di lasciare chirurgia per terapia intensiva prenatale.
- Kaya Montoya (interpretata da Julia Jones, stagioni 14-15) è una tirocinante poi assunta come medico interno.
- Ryan Sanchez  (interpretato da Victor Rasuk; stagioni 14-15) viene introdotto nella serie come tirocinante, poi promosso a medico interno.
- Skye Wexler (interpretata da Kari Matchett; stagione 14) è assunta temporaneamente dal dottor Kevin Moretti per sopperire alla mancanza di personale, Skye Wexler viene nominata suo malgrado al posto di Moretti, dopo che questi lascia il County General per questioni familiari. Intratterrà una breve relazione sentimentale con il dottor Lucien Dubenko, che terminerà per via della gelosia dell'uomo.
- Laverne St. John (interpretata da Bresha Webb; stagioni 14-15) è una tirocinante che intreccia una fugace relazione col dottor Simon Brenner.
- Daria Wade (interpretata da Shiri Appleby; stagione 15) è una delle ultime tirocinanti apparse nella serie, insieme a suo fratello Andrew. Affabile e un po' goffa, cerca in tutti i modi di attirare le attenzioni del dottor Gates, riuscendoci, approfittando del fatto della di lui ubriachezza. Finiranno a letto per una notte e ciò scatenerà le ire, presto placate, di Samantha Taggart.
- Andrew Wade (interpretato da Julian Morris; stagione 15) è un tirocinante di chirurgia, fratello di Daria, alla quale è molto legato. Si caratterizza come un tirocinante molto preciso e preparato, riscuotendo così un apprezzamento unanime.
- Tracy Martin (interpretata da Emily Rose; stagione 15) è una tirocinante poi assunta come medico interno. È una giovane donna di aspetto attraente e conscia di esserlo, ma spesso superficiale.
- Julia Wise (interpretata da Alexis Bledel; stagione 15) è una tirocinante introdotta nell'ultimo episodio dell'ultima stagione, rappresentando un ruolo chiave nel finale della serie.

### Infermieri
- Haleh Adams (interpretata da Yvette Freeman; stagioni 1-15) è la capo infermiera nel 1997, durante il periodo di sospensione di Carol Hathaway, e fra il 2000 ed il 2002. Viene anche licenziata in due occasioni: nella nona stagione dal dottor Romano, e nella dodicesima stagione da Eve Peyton, nuova capo infermiera. In entrambe le occasioni Haleh verrà riassunta in quanto membro indispensabile dello staff. Compare in tutte le stagioni, compreso l'episodio pilota.
- Malik McGrath (interpretato da Deezer D; stagioni 1-15) insieme alle infermiere Haleh, Chuny e Lily, ed ai paramedici Dwight Zadro e Doris Pickman, Malik è comparso in tutte le stagioni sin dall'episodio pilota. È spesso protagonista dei momenti comici della serie, di lui si sa che, nonostante l'esperienza e la qualifica, è uno dei membri dello staff con lo stipendio più basso.
- Lydia Wright (interpretata da Ellen Crawford; stagioni 1-10, 15) è il secondo personaggio ad apparire nell'episodio pilota: è infatti lei a svegliare Mark Greene la mattina in cui ha inizio la storia. Matura infermiera del pronto soccorso, dotata dell'incredibile facoltà di indovinare il tasso alcolico presente nel sangue soltanto annusandolo, Lydia sposerà all'interno del pronto soccorso l'agente Alfred Grabarsky durante la terza stagione. Viene sospesa per sessanta giorni durante uno sciopero dovuto a un taglio del personale voluto dal dottor Romano nel corso della decima stagione. In seguito a questo fatto non è più presente nella serie. Torna a sorpresa nel finale, svegliando il dottor Morris come aveva fatto per il dottor Greene quindici anni prima.
- Conni Oligario (interpretata da Conni Marie Brazelton; stagioni 1-10) è un'infermiera del pronto soccorso dal 1994 al 2003. Nella seconda stagione partorisce il terzo figlio. Viene sospesa per sessanta giorni nel corso della decima stagione dal dottor Romano, insieme ai colleghi Lydia e Yosh. Come loro da quel momento scompare dalla serie. In un episodio della dodicesima stagione, Haleh afferma che sta coprendo un suo turno.
- Wendy Goldman (interpretata da Vanessa Marquez; stagioni 1-3) è un'infermiera, appare anche lei nell'episodio pilota, infatti è lei l'infermiera che aiuta Doug Ross a smaltire la sbornia. Spesso è protagonista di situazioni comiche insieme a Jerry e le altre infermiere. Scompare dalla serie durante la terza stagione e non verrà mai più fatto riferimento a lei.
- Lily Jarvik (interpretata da Lily Mariye; stagioni 1-15) è un'infermiera, presente in tutte le stagioni. Non viene rivelato quasi nulla su di lei, benché si sia dimostrata un importante membro dello staff di traumatologia.
- Ethel "Chuny" Marquez (interpretata da Laura Cerón; stagioni 1-15) infermiera presente in tutte le stagioni, funge spesso da interprete quando i dottori hanno a che fare con pazienti di lingua spagnola. Nel corso delle stagioni ha avuto un relazione con il dottor Greene (terza stagione) e con il dottor Kovač (nona stagione). Nella quattordicesima stagione rivela che il suo vero nome è Ethel.
- Shirley (interpretata da Dinah Lenney; stagioni 1-15) è un'infermiera presente in quasi tutte le stagioni della serie. Lavora nel reparto di chirurgia e nel corso degli episodi la si vede dare il suo supporto al dottor Anspaugh, al dottor Benton, al dottor Romano e alla dottoressa Corday.
- Yosh Takata (interpretato da Gedde Watanabe; stagioni 4-10) è il secondo infermiere uomo ad essere introdotto nella serie. Un po' effeminato, viene a volte insultato dai pazienti a causa di questa particolarità. È la sua assunzione che convince erroneamente Jeanie Boulet che sia stata licenziata per la sua sieropositività. Viene sospeso per sessanta giorni dal dottor Romano durante la decima stagione e da quel momento scompare dalla serie.
- Lynette Evans (interpretata da Penny Johnson Jerald; stagione 5) infermiera presente nella quinta stagione. Viene assunta da Carol come aiuto per l'ambulatorio, venendo colpita dal suo carattere forte e deciso. Quando Carol sarà costretta a chiudere l'ambulatorio, le verrà in mente di proporre Lynette come nuova direttrice. Dopo un iniziale rifiuto Lynette accetta, ma da quel momento non la si vede più e non si sa se l'ambulatorio è ancora aperto.
- Chuck Martin (interpretato da Donal Logue; stagioni 9-11) è il marito della dottoressa Susan Lewis dal quale ha avuto un bambino di nome Cosmo. Chuck Martin rimase gravemente ferito nell'incidente con l'elicottero in cui rimane uccise il dottor Romano. Nella dodicesima stagione si trasferisce nell'Iowa con la propria famiglia.
- Eve Peyton (interpretata da Kristen Johnston; stagione 12) è l'intollerante capo infermiera del pronto soccorso per un breve periodo, il carattere poco conciliante di Eve Peyton viene fuori quando costringe Samantha Taggart a licenziare Haleh Adams. Verrà licenziata in tronco alla vigilia di Natale per avere tenuto un comportamento inadeguato con un paziente.
- Ben Parker (interpretato da Kip Pardue; stagione 13) è un infermiere apparso nella tredicesima stagione, coinvolto in una breve relazione con Samantha Taggart.
- Dawn Archer (interpretata da Angel Laketa Moore; stagioni 13-15) appare per la prima volta nella tredicesima stagione. Non si sa molto su di lei, se non che proviene da New Orleans, da cui si è trasferita in seguito al passaggio dell'uragano Katrina, e che è molto amica delle colleghe Chuny Marquez, Haleh Adams e Samantha Taggart.

### Personale dell'ospedale
- Timmy Rowlins (interpretato da Glenn Plummer; stagioni 1, 13) è apparso nell'episodio pilota come addetto all'accettazione. Scompare senza spiegazioni a metà della prima stagione. Ritornerà all'inizio della tredicesima, per sostituire Jerry, in convalescenza dopo la sparatoria al pronto soccorso, spiegando che anni prima aveva lasciato il pronto soccorso perché si sentiva oppresso dal suo lavoro e quindi decise di prendersi un lungo periodo sabbatico. Al termine della tredicesima stagione, scompare nuovamente dalla serie senza alcuna spiegazione.
- Jerry Markovic (interpretato da Abraham Benrubi; stagioni 1-5, 8-13, 15) è il coordinatore dei servizi d'emergenza al pronto soccorso e addetto all'accettazione. Personaggio che alleggerisce la drammaticità della serie con il suo lato comico. È stato visto organizzare scommesse sul livello alcolemico nel sangue dei barboni, spacciarsi per un medico al fine di vendere il suo sperma alla banca del seme (è stato scoperto da Kerry Weaver, che lo ha obbligato ad abbandonare l'idea), tentare di catturare un canguro fuggito dallo zoo, dare la caccia a un topo geneticamente modificato per riscuotere la ricompensa (alla fine ha avuto solo il 10%; il rimanente si suppone se lo siano diviso Jeanie Boulet e l'infermiera Wendy Goldman), comprare armi da guerra da una venditrice non autorizzata (per errore dall'arma è partito un colpo che ha fatto esplodere un'ambulanza), organizzare feste e così via. Il personaggio di Jerry non è stato presente nella sesta e nella settima stagione. Al suo ritorno nell'ottava, ha detto di essere stato in pensione. Dapprima entrato in rivalità con il suo sostituto Frank, ha finito poi per diventargli amico. Rimane gravemente ferito nella sparatoria avvenuta tra la dodicesima e la tredicesima stagione, subendo un delicato intervento. Dopo il primo episodio della tredicesima stagione, lascerà il lavoro per rimettersi in salute. Ritorna al pronto soccorso nell'ultima stagione.
- Bogdana "Bob" Liwecki (interpretata da Małgorzata Gebel; stagioni 1-2) è una donna polacca dal nome impronunciabile che viene assunta nella prima stagione come inserviente. Personaggio estremamente simpatico nella sua ingenuità e nella sua difficoltà a comprendere l'inglese (erroneamente non capisce il compito assegnatole e mette le decorazioni di Halloween anziché quelle del Ringraziamento), viene ribattezzata Bob da Doug Ross. Durante un'emergenza (un incidente stradale che coinvolge 32 veicoli), poiché nessun chirurgo è disponibile, Bob riesce a salvare la vita di un uomo clampandogli l'aorta. Viene così alla luce il fatto che in Polonia Bob era un chirurgo vascolare, ma il suo titolo non ha valore negli Stati Uniti. Carter allora le promette che la aiuterà a superare l'esame di abilitazione anche in America. Da quel momento Bob viene promossa all'accettazione. La sua ultima apparizione è nella seconda stagione e dopo quella volta non viene fatto più cenno a lei.
- Miranda "Randi" Fronczak (interpretata da Kristin Minter; stagioni 2-10) appariscente impiegata dell'accettazione. Entra in scena nella seconda stagione e si fa subito notare per il suo stile fortemente personalizzato, composto da abiti succinti e colorati, trucco pesante, tacchi alti e gomma da masticare. Randi usa modi di fare piuttosto rozzi: per esempio più volte la si è vista rispondere male a qualche paziente troppo apprensivo o ai medici. In un episodio ha picchiato un paziente fuori di sé con la stampella della dottoressa Weaver, dopo che quello aveva messo al tappeto la stessa Weaver e Jeanie Boulet. È emerso inoltre da una sua frase che Randi è in libertà vigilata; dopo la sua affermazione, il personale ha cominciato a scommettere sulla natura del reato da lei commesso. Quando la Weaver glielo ha chiesto pubblicamente, Randi ha risposto: "Oltraggio a pubblico ufficiale, minacce, percosse, porto abusivo di armi, lesioni personali, vandalismo...". Nonostante sia stata ripresa più volte da Kerry per il suo abbigliamento poco consono all'ambiente ospedaliero, durante il suo lungo servizio al policlinico, Randi ha sempre continuato a vestirsi come voleva.
- Cynthia Hooper (interpretata da Mariska Hargitay; stagione 4) fa la sua apparizione nella quarta stagione, quando Mark Greene e Carol Hathaway sostengono dei colloqui di lavoro per trovare un nuovo impiegato all'accettazione. Il colloquio di Cynthia va malissimo e la donna scoppia anche a piangere. Il dottor Greene però prova pena per Cynthia e le assegna il posto. Cynthia è inadeguata e commette una sfilza di errori (come diffondere la voce che la clinica di Carol è già aperta, quando invece avrebbe aperto la settimana dopo), ma Mark ha già cominciato una relazione con lei e quindi la difende. Quando la madre di Mark sta male, l'uomo parte per andare da lei e Cynthia lo raggiunge senza essere stata invitata. Il dottor Greene non la vuole e le dice chiaramente che non la ama davvero. Cynthia lascia il suo lavoro e si trasferisce in un altro appartamento, ma Mark preferisce avere un ultimo chiarimento con lei. Quando va a trovarla scopre che Cynthia ha un figlio. I due si chiariscono, ma Cynthia non torna al lavoro e da quell'episodio non la si vede mai più.
- Frank Martin (interpretato da Troy Evans; stagioni 6-15) è l'addetto all'accettazione assieme a Jerry Markovic, alleggerisce la drammaticità della serie con il suo lato comico. Durante il corso della decima stagione viene colpito da un attacco di cuore. Sebbene si mostri scorbutico con tutti, dimostrerà di avere sentimenti di grande affetto per la sua famiglia e per la figlia down. Frank colpisce per le sue battute sferzanti e apparentemente scortesi, ma quasi sempre azzeccate. Ex poliziotto, si dimostrerà di grande aiuto per molti membri dello staff, specie per Pratt, cui si affezionerà più che ad altri medici. Era già apparso nell'episodio pilota come primo paziente ufficiale del dottor Carter.

### Parenti e familiari
- Jennifer Simon (interpretata da Christine Harnos; stagioni 1-5, 7-8) è la moglie e poi ex moglie del dottor Greene. Avvocato, durante la prima stagione riceve un posto di lavoro a Milwaukee. La lontananza forzata mette alla dura prova i due sposi; Jennifer non vede inoltre di buon occhio che Greene pensi prima di tutto al suo lavoro a Chicago. La donna gli annuncia l'intenzione di lasciarlo, ma il medico fa di tutto per tenere la famiglia in piedi, e per il momento la situazione sembra risolta. Nella seconda stagione, Greene scopre che Jennifer ha una relazione con un collega, e i due divorziano. La sua ultima apparizione avviene nell'ottava stagione, al funerale del dottor Greene.
- Rachel Greene (interpretata da Yvonne Zima; stagioni 1-6 e Hallee Hirsh; stagioni 8, 10, 15) è la figlia del dottor Greene. Molto attaccata ai genitori, reagisce malissimo quando i due divorziano. Non vede di buon occhio la dottoressa Lewis, credendo che abbia una relazione con il padre, ma diventa molto amica di una delle sue successive compagne, Cynthia Hooper. Nell'ultimo episodio della serie, un'ormai adulta Rachel rivela agli amici del defunto Mark che sta diventando medico e, durante l'episodio, John diviene per lei un punto di riferimento.
- Chloe Lewis (interpretata da Kathleen Wilhoite; stagioni 1-2, 8) è la sorella maggiore di Susan, ha alle spalle un passato di abusi di sostanze stupefacenti, di relazioni inappropriate e di incapacità di mantenere un lavoro fisso. Chloe, con la sua esuberanza, crea spesso qualche problema alla sorella, e periodicamente ricompare nella sua vita per poi sconvolgerla. Susan deve infatti ospitare la donna, senza una casa, e seguirla in ogni sua pensata. Nel corso della prima stagione Chloe rimane incinta, e chiama la figlia Susan, in onore della sorella. Durante la seconda stagione la donna lascia la bimba con Susan, che pensa di adottarla, ma ritorna con un bravo fidanzato dopo un periodo di riabilitazione e riesce ad ottenere la custodia della piccola. Ricompare poi nell'ottava stagione, dove si scoprirà che è tornata vittima di abuso di sostanze.
- Mae Benton (interpretata da Beah Richards; stagione 1) è la madre del dottor Benton. Ormai anziana e non più autosufficiente, la signora Benton necessita di assistenza continua, che non può esserle data dalla figlia Jackie, la quale per anni si è occupata di lei. Peter si oppone alla decisione della sorella di mettere l'anziana in una casa di riposo, arrivando ad accollarsi anche la responsabilità di accudire la madre lui stesso. Una sera però Peter, dopo un lungo turno di lavoro, si addormenta e la madre cade per le scale, rompendosi l'anca. Perciò Peter arriva a malincuore alla scelta di mettere la madre in un ospizio, grazie anche al consiglio di Jeanie Boulet, che si era occupata della donna in qualità di fisioterapista. Al termine della prima stagione, la signora Benton muore.
- Jackie Benton Robbins (interpretata da Khandi Alexander; stagioni 1-8) è la sorella del dottor Benton. Per anni si è presa cura dell'anziana madre, ma a un certo punto decide di farla ricoverare in una casa di cura, in modo da dedicarsi maggiormente al marito Walt e ai figli. Dopo numerosi litigi con il fratello, contrario alla sua decisione, l'anziana viene dapprima affidata alle cure della fisioterapista Jeanie Boulet e poi ricoverata in un ospizio. Nel corso delle varie stagioni funge da sostegno al fratello, soprattutto quando Carla partorisce suo figlio e poi quando si scopre che il bambino è sordo. Nella settima stagione espone a Peter le sue preoccupazioni riguardo al figlio Jessie, che da tempo frequenta cattive compagnie. Un giorno il ragazzo viene portato al pronto soccorso per un colpo di arma da fuoco al torace, ma lì i medici di turno (la dottoressa Corday, la dottoressa Finch e il dottor Malucci) non lo riconoscono e quando Cleo incontra Jackie in sala d'aspetto, capisce tutto e corre ad avvertire Peter. Le ferite però sono troppo gravi e Jessie muore. Negli episodi successivi Peter viene a contatto con la ragazza di suo nipote, Kynesha, che frequenta una gang. Il dottore si fa dire dalla ragazzina il nome dell'assassino di Jessie, ma per proteggere Kynesha dalla vendetta della gang, la ospita a casa sua e di Cleo. La giovane fa un mucchio di disastri e Peter viene costretto da Cleo a rivolgersi ad Adele per darla in affidamento a qualche famiglia. Jackie invece viene vista per l'ultima volta nell'ottava stagione.
- Al Boulet (interpretato da Wolfgang Bodison; stagione 1 e Michael Beach; stagioni 2-4) è il primo marito di Jeanie Boulet. Trasmette alla moglie il virus HIV in seguito alle sue scappatelle. I due divorziano nella terza stagione, ma dopo qualche tempo provano a ritornare insieme. Al non informa i suoi datori di lavoro né i suoi colleghi di avere l'AIDS, ma deve farlo quando, dopo il crollo di un'impalcatura, potrebbe aver mescolato il suo sangue a quello di un amico. L'uomo viene licenziato, ma riesce a trovare un lavoro ad Atlanta e propone a Jeanie di partire con lui. Lei non può accettare e così i due troncano la loro relazione per sempre. Nella quattordicesima stagione Jeanie visita il policlinico e dalle sue parole emerge che Al è morto due anni prima, dopo un lungo travaglio.
- Helen Hathaway (interpretata da Georgiana Tarjan; stagione 1 e Rose Gregorio; stagioni 3-5) è la madre dell'infermiera Carol Hathaway. Rimasta vedova da giovane, ha cresciuto la figlia da sola e le è molto legata. Per questo inizialmente non vede di buon occhio Doug Ross. In seguito sembra accettare il fatto che la figlia lo ami, anche se quando Carol le dice che hanno interrotto la convivenza, non si mostra dispiaciuta. Compare per l'ultima volta nella quinta stagione. Dopodiché ci sono delle scene in cui Carol parla al telefono con lei, ma il personaggio non si vede né si sente la sua voce.
- Ray Ross (interpretato da James Farentino; stagione 2) è il padre del dottor Ross. Donnaiolo impenitente, appare per la prima volta nella seconda stagione. Ha abbandonato la moglie Sarah e il figlio bambino per scappare con un'altra donna. A causa del padre, Doug non riesce ad avere una relazione stabile e per vendicarsi di ciò che gli ha fatto, dopo molti anni il dottore intraprende una relazione con la nuova fiamma di suo padre. Ray chiede un grosso prestito alla donna e fugge via con il denaro. Quando Doug lo scopre, chiede a sua madre di prestargli quella somma e la consegna alla donna, che però rifiuta, facendogli sapere che in realtà suo padre le ha rubato molti più soldi di quelli. Ray muore in un incidente stradale nella quarta stagione, uccidendo anche la donna che era con lui e l'autista dell'altro veicolo e viene seppellito dal figlio in California.
- Carla Reese (interpretata da Lisa Nicole Carson; stagioni 3-8) ex fidanzata del dottor Benton, nelle sue prime apparizioni si è mostrata come una donna generosa e disponibile nei confronti di Peter. Durante la terza stagione rimane incinta e Peter cerca in tutti i modi di starle più vicino, a volte riuscendoci e a volte no. Il bambino nasce alla fine della terza stagione, però prematuro al sesto mese di gravidanza. Peter e Carla decidono di chiamarlo Reese Benton. Molto presto il bambino si rimette e può uscire dall'ospedale. Nella quinta stagione Carla conosce Roger, e finisce per mettersi con lui senza che Peter ne sappia niente. Addirittura nella sesta stagione Carla decide di partire per la Germania con lui e il bambino, Peter fa di tutto per contrastare la decisione di Carla, spiegandole che sarebbe stato difficile comunicare con lui essendo sordo e che avrebbe dovuto imparare un linguaggio dei segni differente dal suo. Alla fine Carla e Peter si rivolgono ad un giudice che dà ragione a Peter. Nell'ottava stagione Carla rimane ferita in un incidente. Numerosi sono stati i tentativi di rianimarla ma per lei non c'è stato nulla da fare. Carla muore dopo quaranta minuti di agonia.
- Scott "Scotty" Anspaugh (interpretato da Trevor Morgan; stagione 4) è il giovanissimo figlio del dottor Anspaugh, gravemente malato di cancro, per cui è già stato operato alcuni mesi prima, viene portato al policlinico a causa di dolori addominali. La biopsia rivela una recidiva e così Scotty viene operato nuovamente. Durante la degenza viene affidato a Jeanie Boulet, che si affeziona sempre più al bambino, riuscendo a creare con lui un rapporto amichevole. Quando Scott scopre che, nonostante i due interventi, non è ancora guarito e dovrà sottoporsi ad altri trattamenti, chiede a Jeanie di essere lasciato morire in pace. Alla sua morte, Anspaugh le chiede di cantare una canzone al funerale del bambino e lei accetta. In seguito alla perdita, il dottor Anspaugh decide di prendersi una lunga pausa dal lavoro.
- Chase Carter (interpretato da Jonathan Scarfe; stagioni 4, 7) è il cugino del dottor Carter. Ricco figlio di papà, spera di riuscire ad ereditare il controllo del patrimonio dopo la morte del nonno, pur sapendo che John è il candidato favorito. Viene scoperto dal cugino mentre si inietta della droga e il dottore decide di aiutarlo a disintossicarsi a tutti i costi. A questa "missione" partecipa anche la dottoressa Del Amico, che diviene amica di Chase. Il ragazzo però finisce di nuovo nel tunnel della droga e viene trasportato al policlinico dopo un abuso di eroina. In seguito all'overdose Chase rischia di non riprendersi più e di vivere per sempre in stato vegetativo. La famiglia Carter, e soprattutto la nonna di John e Chase, colpevolizza il medico perché ha tenuto nascosta a tutti la tossicodipendenza di Chase. Il giovane però riesce gradualmente a riprendersi grazie alla tenacia di John, che convince la famiglia a sottoporlo a fisioterapia. I due cugini si riappacificano quando John si riprende dopo essere diventato dipendente dagli antidolorifici.
- Millicent Carter (interpretata da Frances Sternhagen; stagioni 4-9) è la nonna del dottor Carter, appare per la prima volta nella quarta stagione, quando Carol Hathaway la invita al pronto soccorso con l'intento di chiederle un finanziamento per l'ambulatorio che ha intenzione di aprire. All'inizio lei accetta donandole settantamila dollari per l'ambulatorio. Dopo qualche mese, però, dopo un'altra visita all'ospedale, decide di non donare più il denaro decisione presa come conseguenza dell'overdose del nipote Chase e della volontà di John di non lasciare la medicina per occuparsi degli affari di famiglia. Lei e John avranno un confronto dove il nipote pur di continuare ad esercitare rinuncerà all'aiuto economico della famiglia. La scelta del nipote la convincerà a donare nuovamente i soldi per l'ambulatorio di Carol. Millicent appare spesso durante le successive stagioni, specie durante la convalescenza di Chase e il funerale di suo marito John Sr. Nella nona stagione si ammala gravemente e muore stando vicino al nipote John.
- Ruth Greene (interpretata da Bonnie Bartlett; stagione 4) è la madre del dottor Greene. Appare per la prima volta nella quarta stagione, quando Mark e Doug si sono recati a San Diego per il funerale del padre di quest'ultimo. Scompare dopo pochi episodi e viene nominata soltanto nella sesta stagione, quando David, suo marito, telefona all'ospedale per riferire a Mark che la madre è morta.
- David Greene (interpretato da John Cullum; stagioni 4-6) è il padre del dottor Greene. Appare anche lui nella quarta stagione. Veterano di guerra, ex pilota della Marina, soffre di insufficienza respiratoria e molto spesso lo si vede attaccato a una bombola di ossigeno ma, nonostante questo, egli continua a fumare. Nella sesta stagione scopre di avere un cancro ai polmoni e Mark decide di ospitarlo a casa sua per la convalescenza. Nel corso degli episodi conoscerà Elizabeth Corday, fidanzata di Mark, e con lei stabilirà un buon rapporto. Verso la fine della sesta stagione, David muore nel sonno ed un affranto Mark spegne il monitoraggio e lo bacia per l'ultima volta.
- Barbara Knight (interpretata da Gwynyth Walsh; stagione 6) è la madre di Lucy. Arriva al pronto soccorso dopo la morte della figlia per svuotare il suo armadietto. Va a parlare con Carter per ringraziarlo di aver fatto tanto per Lucy. Questa conversazione contribuisce a deprimere ancora di più il dottore, che si sente in colpa per non aver prestato abbastanza tempo al caso Sobriki. La donna dice a Carter che Lucy parlava sempre di lui e che era contenta di averlo come insegnante. Alla fine del dialogo, la signora Knight chiede a John se ha sofferto quando è stato accoltellato. Il medico allora mente, dicendo che è successo tutto così rapidamente che non se ne sono accorti, mentre in realtà lui e Lucy hanno trascorso molte ore di agonia prima di essere trovati. Inoltre John dice di avere il grosso rimpianto di non aver mai fatto capire a Lucy quanto la stimasse e credesse in lei.
- Elaine Nichols (interpretata da Rebecca De Mornay; stagione 6) è l'ex moglie di Douglas, un cugino del dottor Carter. Fa la sua comparsa nella sesta stagione, arrivando al pronto soccorso come paziente. Lì viene subito riconosciuta da John, che non la vedeva da parecchio tempo. Elaine fa subito delle avances a John e i due intraprendono una relazione. Un giorno però John vede Elaine che si nasconde da lui e si fa visitare da Elizabeth. Violando il diritto alla privacy, il medico si fa dire da Elizabeth il motivo della visita e la dottoressa gli svela che Elaine ha un tumore al seno. La donna viene sottoposta a mastectomia e guarisce, ma dice a John che ha bisogno di stare un po' da sola e di avere intenzione di soggiornare qualche mese in Europa. I due quindi si lasciano e da allora Elaine non viene più vista o menzionata.
- Maggie Wyczenski (interpretata da Sally Field; stagioni 7-9, 13) è la madre della dottoressa (ex infermiera) Abby Lockhart, affetta da un disordine bipolare. Durante la settima stagione si è vista più volte la gravità della sua malattia, tanto da portarla a scomparire in un motel dell'Oklahoma per mesi. Abby e Carter la raggiungono e la portano in ospedale. Prima di partire, però, Maggie ruba delle pillole per il sonno e ne ingerisce 900 microgrammi, l'equivalente di 36 pillole tentando dunque per l'ennesima volta il suicidio. Qualche settimana dopo Maggie decide di affrontare un'udienza per negarle il ricovero obbligatorio. La vince e può tornare a casa. Nelle successive stagioni Maggie cambierà profondamente la sua vita, decidendo quindi di curarsi una volta per tutte. La si vede per l'ultima volta nella tredicesima stagione, durante la maternità di Abby.
- John "Jack" Carter Jr. (interpretato da Michael Gross; stagioni 7-10) è il padre del dottor Carter, appare per la prima volta nella settima stagione durante uno dei tanti balli di beneficenza organizzati dalla nonna Millicent. Nell'ottava stagione rivela al figlio che sta divorziando dalla moglie e che è lui che vuole lasciarla e non viceversa. Appare poche volte nel corso delle stagioni successive e lo si vede l'ultima volta nella decima stagione.
- Eleanor Ferguson Carter (interpretata da Mary McDonnell; stagione 8) è la madre del dottor Carter, compare pochissime volte, la prima delle quali è il funerale del suocero John Sr. Si viene a sapere poi che Eleanor è fondatrice di un centro di cura per bambini affetti da leucemia (malattia di cui morì suo figlio Bobby, fratello del dottor Carter).
- Sandy Lopez (interpretata da Lisa Vidal; stagioni 8-10) è la seconda compagna della dottoressa Weaver. Le due si conosceranno nell'ottava stagione durante il tentativo di salvataggio di una donna incinta intrappolata in un'ambulanza. Usciranno insieme per qualche tempo e alla fine si metteranno insieme. In un primo momento Sandy lascia Kerry per un torto che le ha fatto. Le due tornano insieme nella nona stagione, quando Kerry cerca di avere un bambino con la fecondazione in vitro, perdendolo. Allora ci prova Sandy e alla fine la gravidanza va a buon fine facendo nascere il piccolo Henry. Durante la decima stagione Sandy rimane ferita in un incendio divampato nella caserma dove lavora. Kerry, molto preoccupata, la raggiunge in sala emergenza e la intuba lei stessa. Sandy ha bisogno di essere operata, viene mandata in sala operatoria ed è la dottoressa Corday ad eseguire l'intervento. Poco dopo anche Kerry assiste all'operazione ma sorgono delle complicazioni e i medici iniziano a rianimarla. Dopo vari minuti, nulla si può fare per lei e Kerry chiede ai dottori di fermarsi. Sandy muore sotto i ferri, accanto alla sua compagna che non l'ha mai lasciata.
- Makemba "Kem" Likasu (interpretata da Thandie Newton; stagioni 10-11, 15) è la fidanzata e poi moglie del dottor Carter, compare per la prima volta nella decima stagione. Lei e Carter si incontrano per la prima volta durante una cena in Africa, nel periodo in cui lui si trova in Congo per Medici senza frontiere e i due iniziano ben presto una relazione. Successivamente, lei rimane incinta e torna a Chicago con Carter per far nascere il bimbo in America. La coppia ha già iniziato a pensare a sistemarsi, a sposarsi e mettere a posto la loro casa per l'arrivo del bambino (un maschietto) quando, durante una delle visite di controllo, si scopre che Kem ha perso il bambino dopo 8 mesi di gravidanza. Dopo questo tragico avvenimento, comincia a chiudersi emotivamente ed entra in crisi con Carter, tanto da decidere di andare a vivere a Parigi, per stare insieme alla madre malata e prendersi una pausa di riflessione. Kem ritorna nell'ultimo episodio della serie, all'inaugurazione della clinica di Carter, che porta il nome di suo figlio.
- Charlie "Chaz" Pratt Jr. (interpretato da Sam Jones III; stagioni 11-15) è il fratello ritrovato del dottor Pratt. Inizialmente restio, anche per volere del padre, inizia poi a voler recuperare il tempo perduto con suo fratello e anche quest'ultimo è più che d'accordo. Chaz e Greg vivono insieme per un periodo, fino a quando Greg non lo scopre a intrattenersi con un ragazzo a sua insaputa. Chaz, all'inizio, pensa che suo fratello non accetti la sua omosessualità, ma i due si chiariscono quando Greg gli dice che a lui non importa, pensava solo che Chaz non si fidasse a pieno di lui tanto da nasconderglielo. Successivamente, Chaz inizia a lavorare come paramedico al fianco di Zadro e Bardelli. Durante la quindicesima stagione, dopo la morte di suo fratello, inizia a studiare medicina, spronato dal dottor Morris.
- Russell Banfield (interpretato da Courtney B. Vance; stagione 15) è il marito della dottoressa Banfield. Compare frequentemente durante la quindicesima stagione e con lei aveva un figlio, Daryl, tragicamente morto a 5 anni nel 2002. Durante il corso della stagione tenteranno di avere un altro bambino tramite fecondazione in vitro e poi rivolgendosi ad un'agenzia di adozioni, entrambe le volte senza successo. Cercheranno anche di adottare un bambino lasciato al pronto soccorso da una madre, che poi inizialmente lo rivorrà. Alla fine, opteranno per un'adozione aperta, facendo si che la madre naturale possa essere presente nella vita del bambino e rendendo felici anche i Banfield, che riusciranno a realizzare il loro sogno di poter avere un altro figlio.

## Altri personaggi

### Paramedici
- Doris Pickman (interpretata da Emily Wagner; stagioni 1-15) è un paramedico molto ricorrente durante la serie. Compare in tutte le stagioni.
- Dwight Zadro (interpretato da Montae Russell; stagioni 1-15) paramedico che compare in tutte le stagioni.
- Pamela Olbes (interpretata da Lynn A. Henderson; stagioni 2-15) è un paramedico che compare a partire dalla seconda stagione e fino alla fine della serie.
- Ray "Shep" Shepard (interpretato da Ron Eldard; stagioni 2-3) è un paramedico. Ha una relazione travagliata con Carol Hathaway, con la quale è vissuto insieme per qualche tempo, fin quando lei non capisce che Shep ha bisogno di aiuto dal punto di vista psichico, visti i frequenti scatti d'ira che ha nei confronti di Carol e dei colleghi dopo la morte del suo collega e amico Raul Melendez. Ritorna brevemente nella terza stagione, presentando la sua nuova ragazza.
- Brian Dumar (interpretato da Brian Lester; stagioni 3-15) altro paramedico ricorrente, compare dalla terza all'ultima stagione.
- Christine Harms (interpretata da Michelle C. Bonilla; stagioni 5-15) paramedico dalla quinta all'ultima stagione.
- Morales (interpretata da Demetrius Navarro; stagioni 5-15) paramedico dalla quinta all'ultima stagione. Non si viene mai a sapere il suo nome.
- Tony Bardelli (interpretato da Louie Liberti; stagioni 10-15) paramedico dalla decima all'ultima stagione. Farà da spalla a Chaz Pratt durante il suo praticantato da paramedico.

### Pazienti
- Al Irving (interpretato da Paul Benjamin; stagioni 1, 8) è un senzatetto, paziente del dottor Greene. Compare nell'episodio pilota e anche nel diciottesimo episodio dell'ottava stagione, in cui si svolge l'ultimo turno del dottor Greene prima della sua morte.
- Liz (interpretata da Liz Vassey; stagione 1) è una frequente paziente del pronto soccorso nei primi episodi della serie. Avrà un breve flirt con il dottor Carter.
- Mary Cavanaugh (interpretata da Rosemary Clooney; stagione 1) è una paziente malata di Alzheimer, compare in vari episodi della prima stagione. Inizialmente sconosciuta e nota come "Signora X", è caratteristico il fatto che canti tutto il tempo, infatti si scopre in seguito che è una famosa cantante.
- Loretta Sweet (interpretata da Mary Mara; stagione 2) è una paziente del dottor Greene ed è assistita sempre dall'infermiera Lydia. Prostituta con due figli, in seguito riuscirà ad ottenere un lavoro come segretaria. Le viene diagnosticato un cancro alla cervice, che le lascerà circa 5 anni di vita. Viene vista l'ultima volta nell'ultimo episodio della seconda stagione, quando chiede al dottor Greene di fare da tutore ai suoi figli dopo la sua morte, richiesta che il medico non potrà accettare.
- Jules "Ruby" Rubadoux (interpretato da Red Buttons; stagioni 2, 11) compare inizialmente nella seconda stagione, quando sua moglie Sylvie viene ricoverata al pronto soccorso e assistita dal dottor Carter. Quest'ultimo riuscirà a stabilizzarla e a farla ricoverare in una casa di cura, fin quando le sue condizioni peggiorano e viene nuovamente portata al policlinico, morendo poco dopo. Il signor Rubadoux riterrà Carter responsabile della morte della moglie, poiché egli pensa che il medico abbia voluto liberarsi di lei in tutta fretta, senza pensare alle sue condizioni. Nell'undicesima stagione, Ruby ritorna come paziente al pronto soccorso e ritrova lì il dottor Carter che, inizialmente, non si ricorda di lui, malgrado il fatto che Ruby non voglia farsi assistere da lui per gli eventi svoltisi dieci anni prima. Successivamente i due avranno modo di chiarirsi e di parlare, fin quando Ruby non perde conoscenza e muore dopo una lunga malattia.
- Paul Sobriki (interpretato da David Krumholtz; stagioni 6, 8) è un ragazzo affetto da schizofrenia, sarà seguito da Lucy Knight durante la sua rotazione nel reparto di psichiatria. Sarà lui ad aggredire lei e Carter la sera di San Valentino, accoltellandoli entrambi con un grosso coltello che sarebbe dovuto servire a tagliare la torta preparata per la festa e lasciato incurstodito, provocando la perdita del rene a Carter e la morte di Lucy. Ritorna nell'ottava stagione ricoverato al pronto soccorso, provocando a Carter molto disagio.

### Assistenti sociali
- Adele Newman (interpretata da Erica Gimpel; stagioni 3-4, 6-9) è un assistente sociale, compare frequentemente tra la terza e la nona stagione. A causa di una grave ferita provocatale da un padre che non accetta la sottrazione di suo figlio, perderà l'uso delle gambe e sarà costretta su una sedia a rotelle.
- Ken Sung (interpretato da Daniel Dae Kim; stagione 10) è un assistente sociale, successore di Adele Newman.
- Wendall Meade (interpretata da Mädchen Amick; stagione 11) è un assistente sociale, arrivata dopo Ken Sung. Ha una relazione di breve durata con il dottor Carter, nel periodo in cui quest'ultimo è entrato in crisi con Kem.
- Liz Dade (interpretata da Tara Karsian; stagioni 12-13, 15) è l'ultima assistente sociale apparsa nella serie, di cui non si sa nulla, ma che compare di frequente tra la dodicesima e l'ultima stagione.